# Adomnán
Adomnán, ook Adamnan en Eunan, (Drumhome, 628 - Iona, 23 september 704) was abt van Iona, een eiland bij Schotland van 679 - 704. 

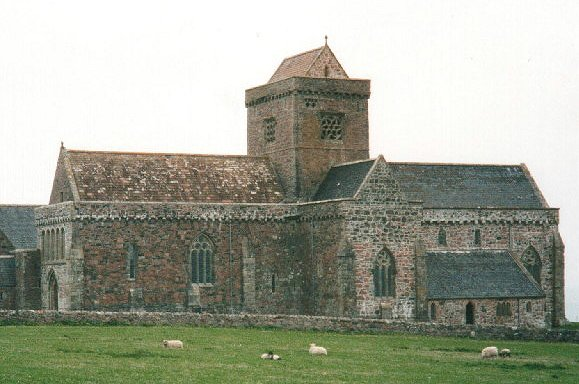
De abdij van Iona

Hij was degene die het Leven van Sint-Columba schreef. Hij was verwant aan Columba en was verantwoordelijk voor de Cáin Adomnáin, de Wet van Adomnán. In 700 wist hij 51 koningen en 40 geestelijke leiders ertoe te bewegen deze wet aan te nemen die de positie van vrouwen en geestelijken regelde in het door stammentwisten geteisterde Ierland. Ook schreef hij een boekje Over de heilige plaatsen waarin hij de gegevens verwerkte van een Frankische geestelijke die een bezoek gebracht had aan het door moslims bezette gebied van Syrië en Palestina. Zijn feestdag als heilige wordt gevierd op 23 september. Hij is de patroonheilige van het bisdom Raphoe.